# «Сан-Диего Падрес» в сезоне 2005
Сезон 2005 года стал для «Сан-Диего Падрес» тридцать седьмым в Главной лиге бейсбола. Команда завершила регулярный чемпионат с 82 победами при 80 поражениях, заняв первое место в Западном дивизионе Национальной лиги. В Дивизионной серии плей-офф Национальной лиги «Падрес» проиграли «Сент-Луису» со счётом 0:3.
Домашние матчи команда проводила на поле стадиона «Петко-парк».

## Регулярный чемпионат
Май 2005 года стал лучшим месяцем в истории клуба. Команда одержала двадцать две победы при шести поражениях и провела одиннадцатиматчевую победную серию на своём поле. Затем «Падрес» из-за травмы потеряли игрока второй базы Майка Лоретту, а первый базовый Фил Невин был обменян. Различные небольшие травмы ряда игроков привели к тому, что три запасных бейсболиста клуба сыграли более ста матчей. Регулярный чемпионат «Падрес» завершили с 82 победами при 80 поражениях, выиграв дивизион и став единственной его командой, одержавшей победы более чем в 50 % матчей.

### Драфт
На драфте клубом было выбрано пятьдесят два игрока. Девять из них впоследствии сыграли в Главной лиге бейсбола. В первом раунде под общим восемнадцатым номером был выбран питчер Сесар Каррильо из университета Майами. Выбранный во втором раунде игрок третьей базы Чейз Хедли выступал за «Падрес» в течение девяти лет и провёл более 1400 матчей в регулярном чемпионате.

### Положение команд
В = Побед; П = Поражения; П% = Процент выигранных матчей; GB = Отставание от лидера; Дома = Победы/поражения дома; Выезд = Победы/поражения на выезде
| Западный дивизион      | В  | П  | П%   | GB   | Дома  | Выезд |
| ---------------------- | -- | -- | ---- | ---- | ----- | ----- |
| Сан-Диего Падрес       | 82 | 80 | 50,6 | —    | 46—35 | 36—45 |
| Аризона Даймондбэкс    | 77 | 85 | 47,5 | 5,0  | 36—45 | 41—40 |
| Сан-Франциско Джайентс | 75 | 87 | 46,3 | 7,0  | 37—44 | 38—43 |
| Лос-Анджелес Доджерс   | 71 | 91 | 43,8 | 11,0 | 40—41 | 31—50 |
| Колорадо Рокиз         | 67 | 95 | 41,4 | 15,0 | 40—41 | 27—54 |

### Статистика
| Условные цветовые обозначения    |
| -------------------------------- |
| Игроки, пришедшие по ходу сезона |
| Игроки, ушедшие по ходу сезона   |

- Курсивом выделены игроки, дебютировавшие в Главной лиге бейсбола в сезоне 2005 года
- Жирным выделены игроки, принимавшие участие в Матче всех звёзд
- Статистика приведена для игроков основного состава по данным сайта baseball-reference.com

#### Питчеры
| Игрок          | G  | GS | CG | IP    | W  | L  | ERA  | SO  | BB |
| -------------- | -- | -- | -- | ----- | -- | -- | ---- | --- | -- |
| Джейк Пиви     | 30 | 30 | 3  | 203,0 | 13 | 7  | 2,88 | 216 | 50 |
| Брайан Лоуренс | 33 | 33 | 1  | 195,2 | 7  | 15 | 4,83 | 109 | 57 |
| Вуди Уильямс   | 28 | 28 | 0  | 159,2 | 9  | 12 | 4,85 | 106 | 51 |
| Адам Итон      | 24 | 22 | 0  | 128,2 | 11 | 5  | 4,27 | 100 | 44 |
| Тим Стауфер    | 15 | 14 | 0  | 81,0  | 3  | 6  | 5,33 | 49  | 29 |

| Игрок           | G  | GS | IP   | W | L | SV | ERA  | SO | BB |
| --------------- | -- | -- | ---- | - | - | -- | ---- | -- | -- |
| Тревор Хоффман  | 60 | 0  | 57,2 | 1 | 6 | 43 | 2,97 | 54 | 12 |
| Скотт Лайнбринк | 73 | 0  | 73,2 | 8 | 1 | 1  | 1,83 | 70 | 23 |
| Акинори Оцука   | 66 | 0  | 62,2 | 2 | 8 | 1  | 3,59 | 60 | 34 |
| Руди Сеанес     | 57 | 0  | 60,1 | 7 | 1 | 0  | 2,69 | 84 | 22 |
| Крис Хэммонд    | 55 | 0  | 58,2 | 5 | 1 | 0  | 3,84 | 34 | 14 |

#### Бэттеры
| Поз. | Игрок          | G   | AB  | R  | H   | 2B | 3B | HR | RBI | SB | BA   | OBP  | SLG  |
| ---- | -------------- | --- | --- | -- | --- | -- | -- | -- | --- | -- | ---- | ---- | ---- |
| C    | Рамон Эрнандес | 99  | 369 | 36 | 107 | 19 | 2  | 12 | 58  | 1  | 29,0 | 32,2 | 45,0 |
| 1B   | Фил Невин      | 73  | 281 | 31 | 72  | 11 | 1  | 9  | 47  | 1  | 25,6 | 30,1 | 39,9 |
| 2B   | Марк Лоретта   | 105 | 404 | 54 | 113 | 16 | 1  | 3  | 38  | 8  | 28,0 | 36,0 | 34,7 |
| SS   | Калил Грин     | 121 | 436 | 51 | 109 | 30 | 2  | 15 | 70  | 5  | 25,0 | 29,6 | 43,1 |
| 3B   | Шон Берроуз    | 93  | 284 | 20 | 71  | 7  | 2  | 1  | 17  | 4  | 25,0 | 31,8 | 29,9 |
| LF   | Райан Клеско   | 137 | 443 | 61 | 110 | 19 | 1  | 18 | 58  | 3  | 24,8 | 35,8 | 41,8 |
| CF   | Дэйв Робертс   | 115 | 411 | 65 | 113 | 19 | 10 | 8  | 38  | 23 | 27,5 | 35,6 | 42,8 |
| RF   | Брайан Джайлс  | 158 | 545 | 92 | 164 | 38 | 8  | 15 | 83  | 13 | 30,1 | 42,3 | 48,3 |

## Аффилированные клубы
В 2005 году фарм-система «Падрес» занимала двадцать седьмое место в рейтинге журнала Baseball America, оценивающем уровень таланта молодых игроков. Перед стартом регулярного чемпионата в число ста лучших молодых игроков по его оценкам входил игрок второй базы Джош Барфилд (№ 45). После завершения сезона в рейтинг под № 88 вошёл выбранный на драфте питчер Сесар Каррильо.

### Результаты
| Уровень | Команда            | Город                    | Лига                          | Результат      | Главный тренер |
| ------- | ------------------ | ------------------------ | ----------------------------- | -------------- | -------------- |
| AAA     | Портленд Биверс    | Портленд, Орегон         | Лига Тихоокеанского побережья | 70—73 (49,0 %) | Крейг Колберт  |
| AA      | Мобил Бэй Беарс    | Мобил, Алабама           | Южная лига                    | 58—80 (42,0 %) | Гэри Джонс     |
| A+      | Лейк-Элсинор Сторм | Лейк-Элсинор, Калифорния | Калифорнийская лига           | 70—68 (50,7 %) | Рик Рентерия   |
| A       | Форт-Уэйн Уизардс  | Форт-Уэйн, Индиана       | Лига Среднего Запада          | 65—75 (46,4 %) | Рэнди Риди     |
| A-      | Юджин Эмералдс     | Юджин, Орегон            | Северо-Западная лига          | 34—42 (44,7 %) | Рой Хауэлл     |
| Rk      | АЗЛ Падрес         | Пеория, Аризона          | Аризонская лига               | 29—27 (51,8 %) | Карлос Лескано |

### Отчёты о матчах
1. ↑  Rockies 12, Padres 10, Monday, April 4, 2005 (англ.). baseball-reference.com. Sports Reference LLC. Дата обращения: 2 мая 2021. Архивировано 9 февраля 2021 года.
2. ↑  Padres 14, Rockies 6, Wednesday, April 6, 2005 (англ.). baseball-reference.com. Sports Reference LLC. Дата обращения: 2 мая 2021. Архивировано 4 мая 2021 года.
3. ↑  Padres 1, Pirates 0, Thursday, April 7, 2005 (англ.). baseball-reference.com. Sports Reference LLC. Дата обращения: 2 мая 2021. Архивировано 2 мая 2021 года.
4. ↑  Pirates 3, Padres 2, Friday, April 8, 2005 (англ.). baseball-reference.com. Sports Reference LLC. Дата обращения: 2 мая 2021. Архивировано 2 мая 2021 года.
5. ↑  Padres 11, Pirates 3, Saturday, April 9, 2005 (англ.). baseball-reference.com. Sports Reference LLC. Дата обращения: 2 мая 2021. Архивировано 2 мая 2021 года.
6. ↑  Pirates 6, Padres 3, Sunday, April 10, 2005 (англ.). baseball-reference.com. Sports Reference LLC. Дата обращения: 2 мая 2021. Архивировано 2 мая 2021 года.
7. ↑  Padres 1, Cubs 0, Monday, April 11, 2005 (англ.). baseball-reference.com. Sports Reference LLC. Дата обращения: 2 мая 2021. Архивировано 2 мая 2021 года.
8. ↑  Padres 8, Cubs 3, Wednesday, April 13, 2005 (англ.). baseball-reference.com. Sports Reference LLC. Дата обращения: 2 мая 2021. Архивировано 4 мая 2021 года.
9. ↑  Cubs 8, Padres 3, Wednesday, April 13, 2005 (англ.). baseball-reference.com. Sports Reference LLC. Дата обращения: 2 мая 2021. Архивировано 2 мая 2021 года.
10. ↑  Dodgers 4, Padres 0, Friday, April 15, 2005 (англ.). baseball-reference.com. Sports Reference LLC. Дата обращения: 2 мая 2021. Архивировано 2 мая 2021 года.
11. ↑  Dodgers 8, Padres 3, Saturday, April 16, 2005 (англ.). baseball-reference.com. Sports Reference LLC. Дата обращения: 2 мая 2021. Архивировано 2 мая 2021 года.
12. ↑  Dodgers 6, Padres 0, Sunday, April 17, 2005 (англ.). baseball-reference.com. Sports Reference LLC. Дата обращения: 2 мая 2021. Архивировано 2 мая 2021 года.
13. ↑  Padres 7, Giants 2, Monday, April 18, 2005 (англ.). baseball-reference.com. Sports Reference LLC. Дата обращения: 2 мая 2021. Архивировано 2 мая 2021 года.
14. ↑  Padres 5, Giants 2, Tuesday, April 19, 2005 (англ.). baseball-reference.com. Sports Reference LLC. Дата обращения: 2 мая 2021. Архивировано 2 мая 2021 года.
15. ↑  Dodgers 3, Padres 1, Wednesday, April 20, 2005 (англ.). baseball-reference.com. Sports Reference LLC. Дата обращения: 2 мая 2021. Архивировано 2 мая 2021 года.
16. ↑  Padres 6, Dodgers 1, Thursday, April 21, 2005 (англ.). baseball-reference.com. Sports Reference LLC. Дата обращения: 2 мая 2021. Архивировано 2 мая 2021 года.
17. ↑  D-Backs 5, Padres 3, Friday, April 22, 2005 (англ.). baseball-reference.com. Sports Reference LLC. Дата обращения: 2 мая 2021. Архивировано 2 мая 2021 года.
18. ↑  D-Backs 2, Padres 1, Saturday, April 23, 2005 (англ.). baseball-reference.com. Sports Reference LLC. Дата обращения: 2 мая 2021. Архивировано 2 мая 2021 года.
19. ↑  D-Backs 8, Padres 6, Sunday, April 24, 2005 (англ.). baseball-reference.com. Sports Reference LLC. Дата обращения: 2 мая 2021. Архивировано 2 мая 2021 года.
20. ↑  Padres 5, Giants 3, Monday, April 25, 2005 (англ.). baseball-reference.com. Sports Reference LLC. Дата обращения: 2 мая 2021. Архивировано 2 мая 2021 года.
21. ↑  Giants 6, Padres 5, Tuesday, April 26, 2005 (англ.). baseball-reference.com. Sports Reference LLC. Дата обращения: 2 мая 2021. Архивировано 2 мая 2021 года.
22. ↑  Giants 10, Padres 3, Wednesday, April 27, 2005 (англ.). baseball-reference.com. Sports Reference LLC. Дата обращения: 2 мая 2021. Архивировано 2 мая 2021 года.
23. ↑  Padres 5, D-Backs 4, Friday, April 29, 2005 (англ.). baseball-reference.com. Sports Reference LLC. Дата обращения: 2 мая 2021. Архивировано 2 мая 2021 года.
24. ↑  Padres 2, D-Backs 0, Saturday, April 30, 2005 (англ.). baseball-reference.com. Sports Reference LLC. Дата обращения: 2 мая 2021. Архивировано 2 мая 2021 года.
25. ↑  D-Backs 5, Padres 2, Sunday, May 1, 2005 (англ.). baseball-reference.com. Sports Reference LLC. Дата обращения: 3 мая 2021. Архивировано 3 мая 2021 года.
26. ↑  Padres 5, Rockies 4, Monday, May 2, 2005 (англ.). baseball-reference.com. Sports Reference LLC. Дата обращения: 3 мая 2021. Архивировано 5 мая 2021 года.
27. ↑  Padres 2, Rockies 1, Tuesday, May 3, 2005 (англ.). baseball-reference.com. Sports Reference LLC. Дата обращения: 3 мая 2021. Архивировано 2 октября 2020 года.
28. ↑  Padres 8, Rockies 7, Wednesday, May 4, 2005 (англ.). baseball-reference.com. Sports Reference LLC. Дата обращения: 3 мая 2021. Архивировано 5 мая 2021 года.
29. ↑  Padres 8, Cardinals 3, Thursday, May 5, 2005 (англ.). baseball-reference.com. Sports Reference LLC. Дата обращения: 3 мая 2021. Архивировано 3 мая 2021 года.
30. ↑  Padres 6, Cardinals 5, Friday, May 6, 2005 (англ.). baseball-reference.com. Sports Reference LLC. Дата обращения: 3 мая 2021. Архивировано 3 мая 2021 года.
31. ↑  Padres 5, Cardinals 4, Saturday, May 7, 2005 (англ.). baseball-reference.com. Sports Reference LLC. Дата обращения: 3 мая 2021. Архивировано 3 мая 2021 года.
32. ↑  Cardinals 15, Padres 5, Sunday, May 8, 2005 (англ.). baseball-reference.com. Sports Reference LLC. Дата обращения: 3 мая 2021. Архивировано 3 мая 2021 года.
33. ↑  Padres 6, Reds 5, Monday, May 9, 2005 (англ.). baseball-reference.com. Sports Reference LLC. Дата обращения: 3 мая 2021. Архивировано 3 мая 2021 года.
34. ↑  Reds 5, Padres 1, Tuesday, May 10, 2005 (англ.). baseball-reference.com. Sports Reference LLC. Дата обращения: 3 мая 2021. Архивировано 3 мая 2021 года.
35. ↑  Padres 7, Reds 2, Wednesday, May 11, 2005 (англ.). baseball-reference.com. Sports Reference LLC. Дата обращения: 3 мая 2021. Архивировано 4 мая 2021 года.
36. ↑  Padres 3, Marlins 2, Friday, May 13, 2005 (англ.). baseball-reference.com. Sports Reference LLC. Дата обращения: 3 мая 2021. Архивировано 3 мая 2021 года.
37. ↑  Padres 2, Marlins 1, Saturday, May 14, 2005 (англ.). baseball-reference.com. Sports Reference LLC. Дата обращения: 3 мая 2021. Архивировано 3 мая 2021 года.
38. ↑  Padres 12, Marlins 4, Sunday, May 15, 2005 (англ.). baseball-reference.com. Sports Reference LLC. Дата обращения: 3 мая 2021. Архивировано 3 мая 2021 года.
39. ↑  Padres 5, Braves 3, Monday, May 16, 2005 (англ.). baseball-reference.com. Sports Reference LLC. Дата обращения: 3 мая 2021. Архивировано 3 мая 2021 года.
40. ↑  Padres 3, Braves 2, Tuesday, May 17, 2005 (англ.). baseball-reference.com. Sports Reference LLC. Дата обращения: 3 мая 2021. Архивировано 3 мая 2021 года.
41. ↑  Padres 8, Braves 4, Wednesday, May 18, 2005 (англ.). baseball-reference.com. Sports Reference LLC. Дата обращения: 3 мая 2021. Архивировано 3 мая 2021 года.
42. ↑  Padres 6, Mariners 1, Friday, May 20, 2005 (англ.). baseball-reference.com. Sports Reference LLC. Дата обращения: 3 мая 2021. Архивировано 5 мая 2021 года.
43. ↑  Mariners 5, Padres 3, Saturday, May 21, 2005 (англ.). baseball-reference.com. Sports Reference LLC. Дата обращения: 3 мая 2021. Архивировано 3 мая 2021 года.
44. ↑  Mariners 5, Padres 0, Sunday, May 22, 2005 (англ.). baseball-reference.com. Sports Reference LLC. Дата обращения: 3 мая 2021. Архивировано 3 мая 2021 года.
45. ↑  Padres 9, D-Backs 5, Tuesday, May 24, 2005 (англ.). baseball-reference.com. Sports Reference LLC. Дата обращения: 3 мая 2021. Архивировано 3 мая 2021 года.
46. ↑  D-Backs 12, Padres 11, Wednesday, May 25, 2005 (англ.). baseball-reference.com. Sports Reference LLC. Дата обращения: 3 мая 2021. Архивировано 3 мая 2021 года.
47. ↑  Padres 10, D-Backs 0, Thursday, May 26, 2005 (англ.). baseball-reference.com. Sports Reference LLC. Дата обращения: 3 мая 2021. Архивировано 3 мая 2021 года.
48. ↑  Padres 9, Giants 3, Friday, May 27, 2005 (англ.). baseball-reference.com. Sports Reference LLC. Дата обращения: 3 мая 2021. Архивировано 3 мая 2021 года.
49. ↑  Padres 5, Giants 3, Saturday, May 28, 2005 (англ.). baseball-reference.com. Sports Reference LLC. Дата обращения: 3 мая 2021. Архивировано 3 мая 2021 года.
50. ↑  Padres 9, Giants 6, Sunday, May 29, 2005 (англ.). baseball-reference.com. Sports Reference LLC. Дата обращения: 3 мая 2021. Архивировано 3 мая 2021 года.
51. ↑  Padres 2, Brewers 1, Monday, May 30, 2005 (англ.). baseball-reference.com. Sports Reference LLC. Дата обращения: 3 мая 2021. Архивировано 3 мая 2021 года.
52. ↑  Padres 8, Brewers 4, Tuesday, May 31, 2005 (англ.). baseball-reference.com. Sports Reference LLC. Дата обращения: 3 мая 2021. Архивировано 3 мая 2021 года.
53. ↑  Brewers 5, Padres 2, Wednesday, June 1, 2005 (англ.). baseball-reference.com. Sports Reference LLC. Дата обращения: 5 мая 2021. Архивировано 5 мая 2021 года.
54. ↑  Cubs 5, Padres 0, Thursday, June 2, 2005 (англ.). baseball-reference.com. Sports Reference LLC. Дата обращения: 5 мая 2021. Архивировано 5 мая 2021 года.
55. ↑  Padres 6, Cubs 2, Friday, June 3, 2005 (англ.). baseball-reference.com. Sports Reference LLC. Дата обращения: 5 мая 2021. Архивировано 5 мая 2021 года.
56. ↑  Cubs 11, Padres 5, Saturday, June 4, 2005 (англ.). baseball-reference.com. Sports Reference LLC. Дата обращения: 5 мая 2021. Архивировано 5 мая 2021 года.
57. ↑  Cubs 4, Padres 0, Sunday, June 5, 2005 (англ.). baseball-reference.com. Sports Reference LLC. Дата обращения: 5 мая 2021. Архивировано 5 мая 2021 года.
58. ↑  Indians 2, Padres 0, Tuesday, June 7, 2005 (англ.). baseball-reference.com. Sports Reference LLC. Дата обращения: 5 мая 2021. Архивировано 6 мая 2021 года.
59. ↑  Indians 6, Padres 1, Wednesday, June 8, 2005 (англ.). baseball-reference.com. Sports Reference LLC. Дата обращения: 5 мая 2021. Архивировано 2 октября 2020 года.
60. ↑  Padres 3, Indians 2, Thursday, June 9, 2005 (англ.). baseball-reference.com. Sports Reference LLC. Дата обращения: 5 мая 2021. Архивировано 27 января 2021 года.
61. ↑  White Sox 4, Padres 2, Friday, June 10, 2005 (англ.). baseball-reference.com. Sports Reference LLC. Дата обращения: 5 мая 2021. Архивировано 2 октября 2020 года.
62. ↑  Padres 2, White Sox 1, Saturday, June 11, 2005 (англ.). baseball-reference.com. Sports Reference LLC. Дата обращения: 5 мая 2021. Архивировано 5 мая 2021 года.
63. ↑  White Sox 8, Padres 5, Sunday, June 12, 2005 (англ.). baseball-reference.com. Sports Reference LLC. Дата обращения: 5 мая 2021. Архивировано 5 мая 2021 года.
64. ↑  Tigers 8, Padres 4, Tuesday, June 14, 2005 (англ.). baseball-reference.com. Sports Reference LLC. Дата обращения: 5 мая 2021. Архивировано 5 мая 2021 года.
65. ↑  Tigers 8, Padres 2, Wednesday, June 15, 2005 (англ.). baseball-reference.com. Sports Reference LLC. Дата обращения: 5 мая 2021. Архивировано 5 мая 2021 года.
66. ↑  Tigers 3, Padres 1, Thursday, June 16, 2005 (англ.). baseball-reference.com. Sports Reference LLC. Дата обращения: 5 мая 2021. Архивировано 5 мая 2021 года.
67. ↑  Twins 5, Padres 4, Friday, June 17, 2005 (англ.). baseball-reference.com. Sports Reference LLC. Дата обращения: 5 мая 2021. Архивировано 5 мая 2021 года.
68. ↑  Padres 7, Twins 2, Saturday, June 18, 2005 (англ.). baseball-reference.com. Sports Reference LLC. Дата обращения: 5 мая 2021. Архивировано 5 мая 2021 года.
69. ↑  Padres 5, Twins 1, Sunday, June 19, 2005 (англ.). baseball-reference.com. Sports Reference LLC. Дата обращения: 5 мая 2021. Архивировано 5 мая 2021 года.
70. ↑  Padres 1, Dodgers 0, Monday, June 20, 2005 (англ.). baseball-reference.com. Sports Reference LLC. Дата обращения: 5 мая 2021. Архивировано 5 мая 2021 года.
71. ↑  Padres 2, Dodgers 1, Tuesday, June 21, 2005 (англ.). baseball-reference.com. Sports Reference LLC. Дата обращения: 5 мая 2021. Архивировано 5 мая 2021 года.
72. ↑  Dodgers 6, Padres 4, Wednesday, June 22, 2005 (англ.). baseball-reference.com. Sports Reference LLC. Дата обращения: 5 мая 2021. Архивировано 5 мая 2021 года.
73. ↑  Dodgers 4, Padres 3, Thursday, June 23, 2005 (англ.). baseball-reference.com. Sports Reference LLC. Дата обращения: 5 мая 2021. Архивировано 5 мая 2021 года.
74. ↑  Mariners 14, Padres 5, Friday, June 24, 2005 (англ.). baseball-reference.com. Sports Reference LLC. Дата обращения: 5 мая 2021. Архивировано 5 мая 2021 года.
75. ↑  Padres 8, Mariners 5, Saturday, June 25, 2005 (англ.). baseball-reference.com. Sports Reference LLC. Дата обращения: 5 мая 2021. Архивировано 5 мая 2021 года.
76. ↑  Padres 5, Mariners 4, Sunday, June 26, 2005 (англ.). baseball-reference.com. Sports Reference LLC. Дата обращения: 5 мая 2021. Архивировано 5 мая 2021 года.
77. ↑  Dodgers 5, Padres 4, Monday, June 27, 2005 (англ.). baseball-reference.com. Sports Reference LLC. Дата обращения: 5 мая 2021. Архивировано 5 мая 2021 года.
78. ↑  Padres 8, Dodgers 3, Tuesday, June 28, 2005 (англ.). baseball-reference.com. Sports Reference LLC. Дата обращения: 5 мая 2021. Архивировано 5 мая 2021 года.
79. ↑  Dodgers 4, Padres 2, Wednesday, June 29, 2005 (англ.). baseball-reference.com. Sports Reference LLC. Дата обращения: 5 мая 2021. Архивировано 5 мая 2021 года.
80. ↑  Giants 3, Padres 2, Friday, July 1, 2005 (англ.). baseball-reference.com. Sports Reference LLC. Дата обращения: 6 мая 2021. Архивировано 6 мая 2021 года.
81. ↑  Padres 5, Giants 3, Saturday, July 2, 2005 (англ.). baseball-reference.com. Sports Reference LLC. Дата обращения: 6 мая 2021. Архивировано 7 мая 2021 года.
82. ↑  Padres 9, Giants 6, Sunday, July 3, 2005 (англ.). baseball-reference.com. Sports Reference LLC. Дата обращения: 6 мая 2021. Архивировано 6 мая 2021 года.
83. ↑  Astros 4, Padres 1, Monday, July 4, 2005 (англ.). baseball-reference.com. Sports Reference LLC. Дата обращения: 6 мая 2021. Архивировано 6 мая 2021 года.
84. ↑  Astros 6, Padres 2, Tuesday, July 5, 2005 (англ.). baseball-reference.com. Sports Reference LLC. Дата обращения: 6 мая 2021. Архивировано 6 мая 2021 года.
85. ↑  Astros 5, Padres 4, Wednesday, July 6, 2005 (англ.). baseball-reference.com. Sports Reference LLC. Дата обращения: 6 мая 2021. Архивировано 6 мая 2021 года.
86. ↑  Padres 7, Astros 5, Thursday, July 7, 2005 (англ.). baseball-reference.com. Sports Reference LLC. Дата обращения: 6 мая 2021. Архивировано 6 мая 2021 года.
87. ↑  Padres 12, Rockies 2, Friday, July 8, 2005 (англ.). baseball-reference.com. Sports Reference LLC. Дата обращения: 6 мая 2021. Архивировано 2 июня 2020 года.
88. ↑  Rockies 1, Padres 0, Saturday, July 9, 2005 (англ.). baseball-reference.com. Sports Reference LLC. Дата обращения: 6 мая 2021. Архивировано 2 июня 2020 года.
89. ↑  Padres 8, Rockies 5, Sunday, July 10, 2005 (англ.). baseball-reference.com. Sports Reference LLC. Дата обращения: 6 мая 2021. Архивировано 2 июня 2020 года.
90. ↑  D-Backs 6, Padres 0, Thursday, July 14, 2005 (англ.). baseball-reference.com. Sports Reference LLC. Дата обращения: 6 мая 2021. Архивировано 6 мая 2021 года.
91. ↑  Padres 10, D-Backs 7, Friday, July 15, 2005 (англ.). baseball-reference.com. Sports Reference LLC. Дата обращения: 6 мая 2021. Архивировано 6 мая 2021 года.
92. ↑  Padres 4, D-Backs 1, Saturday, July 16, 2005 (англ.). baseball-reference.com. Sports Reference LLC. Дата обращения: 6 мая 2021. Архивировано 6 мая 2021 года.
93. ↑  D-Backs 6, Padres 1, Sunday, July 17, 2005 (англ.). baseball-reference.com. Sports Reference LLC. Дата обращения: 6 мая 2021. Архивировано 6 мая 2021 года.
94. ↑  Mets 3, Padres 1, Tuesday, July 19, 2005 (англ.). baseball-reference.com. Sports Reference LLC. Дата обращения: 6 мая 2021. Архивировано 6 мая 2021 года.
95. ↑  Mets 7, Padres 3, Wednesday, July 20, 2005 (англ.). baseball-reference.com. Sports Reference LLC. Дата обращения: 6 мая 2021. Архивировано 18 ноября 2020 года.
96. ↑  Mets 12, Padres 0, Thursday, July 21, 2005 (англ.). baseball-reference.com. Sports Reference LLC. Дата обращения: 6 мая 2021. Архивировано 6 мая 2021 года.
97. ↑  Phillies 8, Padres 6, Friday, July 22, 2005 (англ.). baseball-reference.com. Sports Reference LLC. Дата обращения: 6 мая 2021. Архивировано 6 мая 2021 года.
98. ↑  Phillies 2, Padres 0, Saturday, July 23, 2005 (англ.). baseball-reference.com. Sports Reference LLC. Дата обращения: 6 мая 2021. Архивировано 6 мая 2021 года.
99. ↑  Phillies 5, Padres 1, Sunday, July 24, 2005 (англ.). baseball-reference.com. Sports Reference LLC. Дата обращения: 6 мая 2021. Архивировано 6 мая 2021 года.
100. ↑  Cardinals 4, Padres 2, Tuesday, July 26, 2005 (англ.). baseball-reference.com. Sports Reference LLC. Дата обращения: 6 мая 2021. Архивировано 6 мая 2021 года.
101. ↑  Padres 2, Cardinals 1, Wednesday, July 27, 2005 (англ.). baseball-reference.com. Sports Reference LLC. Дата обращения: 6 мая 2021. Архивировано 7 мая 2021 года.
102. ↑  Cardinals 11, Padres 3, Thursday, July 28, 2005 (англ.). baseball-reference.com. Sports Reference LLC. Дата обращения: 6 мая 2021. Архивировано 6 мая 2021 года.
103. ↑  Reds 8, Padres 3, Friday, July 29, 2005 (англ.). baseball-reference.com. Sports Reference LLC. Дата обращения: 6 мая 2021. Архивировано 6 мая 2021 года.
104. ↑  Reds 9, Padres 1, Saturday, July 30, 2005 (англ.). baseball-reference.com. Sports Reference LLC. Дата обращения: 6 мая 2021. Архивировано 6 мая 2021 года.
105. ↑  Reds 7, Padres 1, Sunday, July 31, 2005 (англ.). baseball-reference.com. Sports Reference LLC. Дата обращения: 6 мая 2021. Архивировано 6 мая 2021 года.
106. ↑  Padres 11, Pirates 3, Tuesday, August 2, 2005 (англ.). baseball-reference.com. Sports Reference LLC. Дата обращения: 7 мая 2021. Архивировано 30 августа 2020 года.
107. ↑  Pirates 9, Padres 8, Wednesday, August 3, 2005 (англ.). baseball-reference.com. Sports Reference LLC. Дата обращения: 7 мая 2021. Архивировано 14 апреля 2021 года.
108. ↑  Padres 12, Pirates 7, Thursday, August 4, 2005 (англ.). baseball-reference.com. Sports Reference LLC. Дата обращения: 7 мая 2021. Архивировано 30 октября 2020 года.
109. ↑  Padres 6, Nationals 5, Friday, August 5, 2005 (англ.). baseball-reference.com. Sports Reference LLC. Дата обращения: 7 мая 2021. Архивировано 31 октября 2020 года.
110. ↑  Padres 3, Nationals 2, Saturday, August 6, 2005 (англ.). baseball-reference.com. Sports Reference LLC. Дата обращения: 7 мая 2021. Архивировано 7 мая 2021 года.
111. ↑  Padres 3, Nationals 0, Sunday, August 7, 2005 (англ.). baseball-reference.com. Sports Reference LLC. Дата обращения: 7 мая 2021. Архивировано 20 октября 2020 года.
112. ↑  Padres 8, Mets 3, Tuesday, August 9, 2005 (англ.). baseball-reference.com. Sports Reference LLC. Дата обращения: 7 мая 2021. Архивировано 7 мая 2021 года.
113. ↑  Mets 9, Padres 1, Wednesday, August 10, 2005 (англ.). baseball-reference.com. Sports Reference LLC. Дата обращения: 7 мая 2021. Архивировано 7 мая 2021 года.
114. ↑  Padres 2, Mets 1, Thursday, August 11, 2005 (англ.). baseball-reference.com. Sports Reference LLC. Дата обращения: 7 мая 2021. Архивировано 21 октября 2020 года.
115. ↑  Phillies 3, Padres 2, Friday, August 12, 2005 (англ.). baseball-reference.com. Sports Reference LLC. Дата обращения: 7 мая 2021. Архивировано 2 октября 2020 года.
116. ↑  Phillies 5, Padres 2, Saturday, August 13, 2005 (англ.). baseball-reference.com. Sports Reference LLC. Дата обращения: 7 мая 2021. Архивировано 2 октября 2020 года.
117. ↑  Phillies 8, Padres 3, Sunday, August 14, 2005 (англ.). baseball-reference.com. Sports Reference LLC. Дата обращения: 7 мая 2021. Архивировано 7 мая 2021 года.
118. ↑  Padres 4, Marlins 2, Tuesday, August 16, 2005 (англ.). baseball-reference.com. Sports Reference LLC. Дата обращения: 7 мая 2021. Архивировано 7 мая 2021 года.
119. ↑  Marlins 6, Padres 0, Wednesday, August 17, 2005 (англ.). baseball-reference.com. Sports Reference LLC. Дата обращения: 7 мая 2021. Архивировано 7 мая 2021 года.
120. ↑  Marlins 2, Padres 0, Thursday, August 18, 2005 (англ.). baseball-reference.com. Sports Reference LLC. Дата обращения: 7 мая 2021. Архивировано 10 мая 2021 года.
121. ↑  Padres 12, Braves 7, Friday, August 19, 2005 (англ.). baseball-reference.com. Sports Reference LLC. Дата обращения: 7 мая 2021. Архивировано 28 октября 2020 года.
122. ↑  Padres 7, Braves 2, Saturday, August 20, 2005 (англ.). baseball-reference.com. Sports Reference LLC. Дата обращения: 7 мая 2021. Архивировано 17 августа 2020 года.
123. ↑  Braves 6, Padres 2, Sunday, August 21, 2005 (англ.). baseball-reference.com. Sports Reference LLC. Дата обращения: 7 мая 2021. Архивировано 7 мая 2021 года.
124. ↑  Astros 6, Padres 2, Monday, August 22, 2005 (англ.). baseball-reference.com. Sports Reference LLC. Дата обращения: 7 мая 2021. Архивировано 30 августа 2020 года.
125. ↑  Padres 2, Astros 0, Tuesday, August 23, 2005 (англ.). baseball-reference.com. Sports Reference LLC. Дата обращения: 7 мая 2021. Архивировано 1 февраля 2021 года.
126. ↑  Padres 7, Astros 4, Wednesday, August 24, 2005 (англ.). baseball-reference.com. Sports Reference LLC. Дата обращения: 7 мая 2021. Архивировано 7 мая 2021 года.
127. ↑  Rockies 4, Padres 3, Friday, August 26, 2005 (англ.). baseball-reference.com. Sports Reference LLC. Дата обращения: 7 мая 2021. Архивировано 7 мая 2021 года.
128. ↑  Rockies 4, Padres 2, Saturday, August 27, 2005 (англ.). baseball-reference.com. Sports Reference LLC. Дата обращения: 7 мая 2021. Архивировано 20 октября 2020 года.
129. ↑  Padres 4, Rockies 3, Sunday, August 28, 2005 (англ.). baseball-reference.com. Sports Reference LLC. Дата обращения: 7 мая 2021. Архивировано 26 ноября 2020 года.
130. ↑  D-Backs 7, Padres 5, Monday, August 29, 2005 (англ.). baseball-reference.com. Sports Reference LLC. Дата обращения: 7 мая 2021. Архивировано 7 мая 2021 года.
131. ↑  Padres 5, D-Backs 3, Tuesday, August 30, 2005 (англ.). baseball-reference.com. Sports Reference LLC. Дата обращения: 7 мая 2021. Архивировано 7 мая 2021 года.
132. ↑  Padres 9, D-Backs 5, Wednesday, August 31, 2005 (англ.). baseball-reference.com. Sports Reference LLC. Дата обращения: 7 мая 2021. Архивировано 2 октября 2020 года.
133. ↑  Padres 6, Brewers 5, Thursday, September 1, 2005 (англ.). baseball-reference.com. Sports Reference LLC. Дата обращения: 8 мая 2021. Архивировано 24 января 2021 года.
134. ↑  Brewers 12, Padres 2, Friday, September 2, 2005 (англ.). baseball-reference.com. Sports Reference LLC. Дата обращения: 8 мая 2021. Архивировано 22 августа 2016 года.
135. ↑  Padres 6, Brewers 1, Saturday, September 3, 2005 (англ.). baseball-reference.com. Sports Reference LLC. Дата обращения: 8 мая 2021. Архивировано 21 августа 2020 года.
136. ↑  Brewers 3, Padres 2, Sunday, September 4, 2005 (англ.). baseball-reference.com. Sports Reference LLC. Дата обращения: 8 мая 2021. Архивировано 21 августа 2020 года.
137. ↑  Rockies 6, Padres 5, Tuesday, September 6, 2005 (англ.). baseball-reference.com. Sports Reference LLC. Дата обращения: 8 мая 2021. Архивировано 19 октября 2020 года.
138. ↑  Padres 4, Rockies 2, Wednesday, September 7, 2005 (англ.). baseball-reference.com. Sports Reference LLC. Дата обращения: 8 мая 2021. Архивировано 3 февраля 2021 года.
139. ↑  Padres 3, Rockies 2, Thursday, September 8, 2005 (англ.). baseball-reference.com. Sports Reference LLC. Дата обращения: 8 мая 2021. Архивировано 20 октября 2020 года.
140. ↑  Padres 3, Dodgers 1, Friday, September 9, 2005 (англ.). baseball-reference.com. Sports Reference LLC. Дата обращения: 8 мая 2021. Архивировано 30 октября 2020 года.
141. ↑  Dodgers 3, Padres 1, Saturday, September 10, 2005 (англ.). baseball-reference.com. Sports Reference LLC. Дата обращения: 8 мая 2021. Архивировано 21 августа 2020 года.
142. ↑  Dodgers 7, Padres 3, Sunday, September 11, 2005 (англ.). baseball-reference.com. Sports Reference LLC. Дата обращения: 8 мая 2021. Архивировано 28 июля 2020 года.
143. ↑  Giants 4, Padres 3, Monday, September 12, 2005 (англ.). baseball-reference.com. Sports Reference LLC. Дата обращения: 8 мая 2021. Архивировано 5 декабря 2020 года.
144. ↑  Giants 5, Padres 4, Tuesday, September 13, 2005 (англ.). baseball-reference.com. Sports Reference LLC. Дата обращения: 8 мая 2021. Архивировано 30 октября 2020 года.
145. ↑  Padres 5, Giants 4, Wednesday, September 14, 2005 (англ.). baseball-reference.com. Sports Reference LLC. Дата обращения: 8 мая 2021. Архивировано 22 октября 2020 года.
146. ↑  Nationals 5, Padres 1, Friday, September 16, 2005 (англ.). baseball-reference.com. Sports Reference LLC. Дата обращения: 8 мая 2021. Архивировано 21 октября 2020 года.
147. ↑  Padres 8, Nationals 5, Saturday, September 17, 2005 (англ.). baseball-reference.com. Sports Reference LLC. Дата обращения: 8 мая 2021. Архивировано 12 ноября 2020 года.
148. ↑  Padres 2, Nationals 1, Sunday, September 18, 2005 (англ.). baseball-reference.com. Sports Reference LLC. Дата обращения: 8 мая 2021. Архивировано 19 октября 2020 года.
149. ↑  Padres 8, Rockies 7, Monday, September 19, 2005 (англ.). baseball-reference.com. Sports Reference LLC. Дата обращения: 8 мая 2021. Архивировано 25 июля 2020 года.
150. ↑  Rockies 20, Padres 1, Tuesday, September 20, 2005 (англ.). baseball-reference.com. Sports Reference LLC. Дата обращения: 8 мая 2021. Архивировано 19 августа 2020 года.
151. ↑  Padres 5, Rockies 2, Wednesday, September 21, 2005 (англ.). baseball-reference.com. Sports Reference LLC. Дата обращения: 8 мая 2021. Архивировано 9 февраля 2021 года.
152. ↑  Rockies 4, Padres 2, Thursday, September 22, 2005 (англ.). baseball-reference.com. Sports Reference LLC. Дата обращения: 8 мая 2021. Архивировано 27 июля 2020 года.
153. ↑  Padres 5, D-Backs 3, Friday, September 23, 2005 (англ.). baseball-reference.com. Sports Reference LLC. Дата обращения: 8 мая 2021. Архивировано 20 июня 2020 года.
154. ↑  D-Backs 8, Padres 5, Saturday, September 24, 2005 (англ.). baseball-reference.com. Sports Reference LLC. Дата обращения: 8 мая 2021. Архивировано 22 июля 2020 года.
155. ↑  D-Backs 4, Padres 3, Sunday, September 25, 2005 (англ.). baseball-reference.com. Sports Reference LLC. Дата обращения: 8 мая 2021. Архивировано 30 сентября 2020 года.
156. ↑  Giants 3, Padres 2, Monday, September 26, 2005 (англ.). baseball-reference.com. Sports Reference LLC. Дата обращения: 8 мая 2021. Архивировано 30 августа 2020 года.
157. ↑  Padres 9, Giants 6, Tuesday, September 27, 2005 (англ.). baseball-reference.com. Sports Reference LLC. Дата обращения: 8 мая 2021. Архивировано 30 октября 2020 года.
158. ↑  Padres 9, Giants 1, Wednesday, September 28, 2005 (англ.). baseball-reference.com. Sports Reference LLC. Дата обращения: 8 мая 2021. Архивировано 20 октября 2020 года.
159. ↑  Padres 1, Giants 0, Thursday, September 29, 2005 (англ.). baseball-reference.com. Sports Reference LLC. Дата обращения: 8 мая 2021. Архивировано 4 декабря 2020 года.
160. ↑  Padres 3, Dodgers 1, Friday, September 30, 2005 (англ.). baseball-reference.com. Sports Reference LLC. Дата обращения: 8 мая 2021. Архивировано 4 августа 2016 года.
161. ↑  Dodgers 2, Padres 1, Saturday, October 1, 2005 (англ.). baseball-reference.com. Sports Reference LLC. Дата обращения: 8 мая 2021. Архивировано 19 октября 2020 года.
162. ↑  Padres 3, Dodgers 1, Sunday, October 2, 2005 (англ.). baseball-reference.com. Sports Reference LLC. Дата обращения: 8 мая 2021. Архивировано 31 октября 2020 года.
163. ↑  Cardinals 8, Padres 5, Tuesday, October 4, 2005 (англ.). baseball-reference.com. Sports Reference LLC. Дата обращения: 8 мая 2021. Архивировано 28 января 2021 года.
164. ↑  Cardinals 6, Padres 2, Thursday, October 6, 2005 (англ.). baseball-reference.com. Sports Reference LLC. Дата обращения: 8 мая 2021. Архивировано 8 мая 2021 года.
165. ↑  Cardinals 7, Padres 4, Saturday, October 8, 2005 (англ.). baseball-reference.com. Sports Reference LLC. Дата обращения: 8 мая 2021. Архивировано 31 января 2021 года.